# Coelopencyrtus asperithorax
Coelopencyrtus asperithorax is een vliesvleugelig insect uit de familie Encyrtidae. De wetenschappelijke naam is voor het eerst geldig gepubliceerd in 1949 door Rayment.